# USA 225
USA 225 (auch Rapid Pathfinder Program, RPP, Startbezeichnung: NROL-66 oder NRO-L 66) ist ein experimenteller Satellit des National Reconnaissance Office.

## Technische Daten
Der Satellit ist würfelförmig und hat etwa 50 cm Kantenlänge und eine Masse von etwa 235 kg. Die Entwicklungs- und Baukosten sollen bei unter 20 Millionen US-Dollar gelegen haben, die Entwicklung dauerte weniger als zwei Jahre. Gebaut wurde USA-225 von Millennium Space Systems in Torrance, Kalifornien auf Basis ihres Aquila-M1-Satellitenbusses.

## Missionsverlauf
Der Start sollte ursprünglich im März 2011 stattfinden, wurde jedoch vorgezogen. USA-225 startete am 6. Februar 2011 an Bord einer Minotaur-I-Trägerrakete von der Vandenberg Air Force Base in eine niedrige Erdumlaufbahn. Der Satellit war bis mindestens Januar 2014 aktiv.

## Galerie

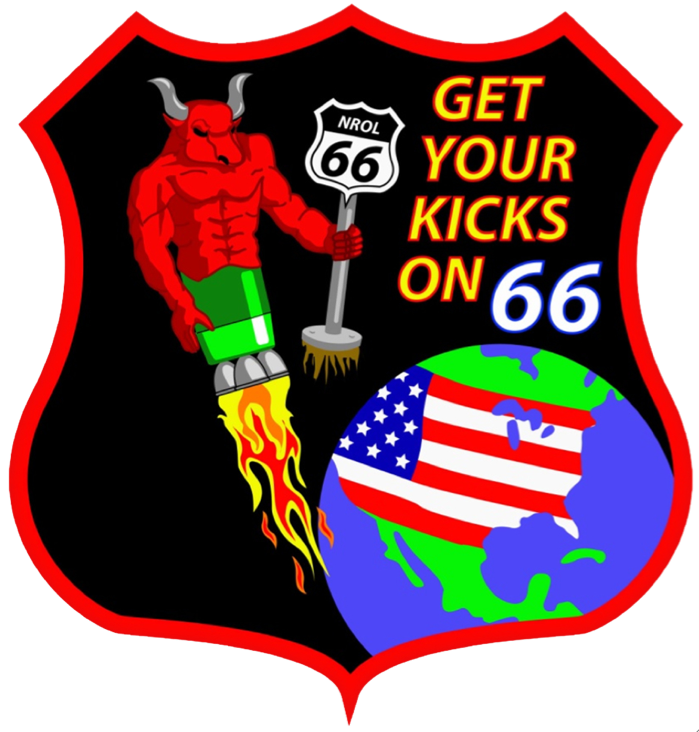
Logo der Mission
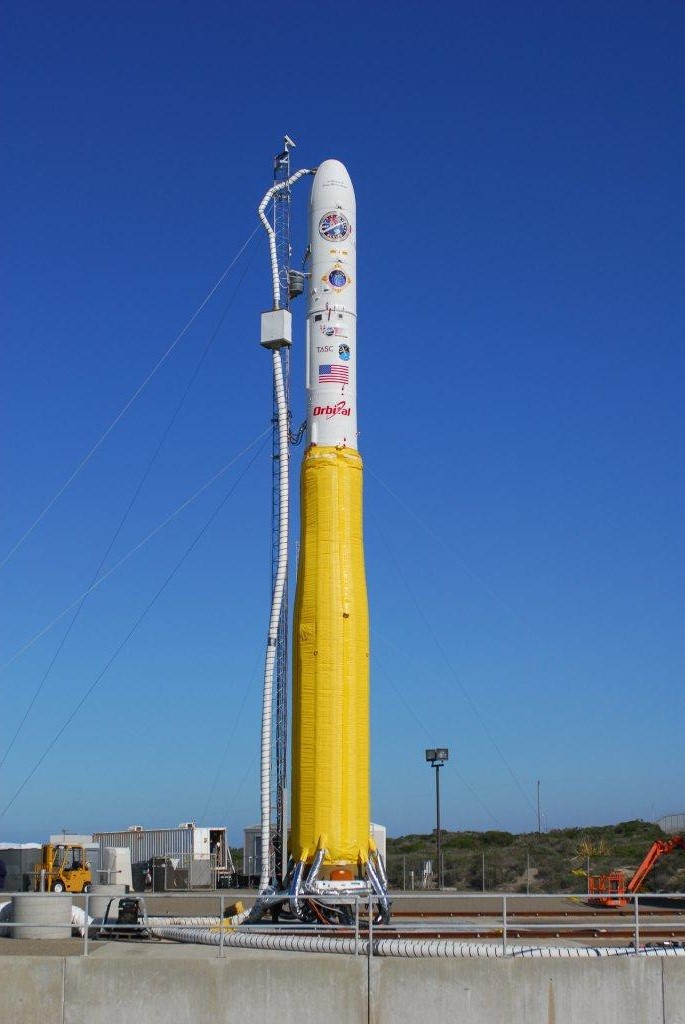
Die Minotaur-I-Rakete vor dem Start